# IPorn
iPorn (2010) è il settimo album del gruppo Ska Vallanzaska, pubblicato per Maninalto!/Venus.

## Tracce
1. Il monitor
2. iPod
3. Youporn boy
4. Spaghetti Ska
5. Baby
6. Smells like teen spirit
7. Expo 2015
8. Fine amore mai
9. Milano sings
10. Amico Tom
11. Spot
12. Il cavaliere
13. Hanno ucciso Paperoga